# 광성 김씨
광성 김씨(廣城金氏)는 한국의 성씨이다.
시조 김의광(金義光)은 신라 경순왕의 후손으로 조선에서 목사를 역임했다.

## 참고 자료
- “광성김씨(廣城金氏)”. 뿌리를 찾아서.[깨진 링크(과거 내용 찾기)]